# Dã ngoại thảnh thơi
Dã ngoại thảnh thơi, hay còn được biết với tên gốc Yurucamp△ (ゆるキャン△ Yurukyan, "Cắm trại ngả lưng") là một bộ manga Nhật Bản do Afro viết và minh họa. Câu chuyện lấy bối cảnh xung quanh tỉnh Yamanashi, Nhật Bản theo chân cuộc phiêu lưu của Rin, Nadeshiko và những người bạn của họ đến các khu cắm trại khác nhau trên khắp đất nước. Bộ truyện xuất bản lần đầu trên tạp chí Manga Time Kirara Forward trong khoảng thời gian từ tháng 7 năm 2015 cho đến tháng 2 năm 2019 trước khi chuyển sang xuất bản qua website và ứng dụng đọc manga Comic Fuz. Yen Press cấp phép bộ truyện tại Bắc Mỹ. Tại Việt Nam, Nhà xuất bản Kim Đồng mua bản quyền bộ truyện và phát hành vào mùa thu năm 2021.
Phiên bản anime chuyển thể mùa 1 do xưởng phim C-Station sản xuất và phát sóng tại Nhật Bản từ tháng 1 đến tháng 3 năm 2018. Crunchyroll cấp phép và đồng tài trợ bộ anime. Một anime ngắn dựa trên cốt truyện chính với tựa Cắm trại trong phòng (へやキャン△ Heyakyan) lên sóng từ tháng 1 đến tháng 3 năm 2020. Trong khoảng thời gian này, mùa đầu tiên của phiên bản live-action cũng phát sóng. Mùa tiếp theo của live-action ra mắt vào mùa xuân năm 2021. Mùa thứ 2 của loạt anime chuyển thể lên sóng từ tháng 1 đến tháng 4 năm 2021 và một phim điện ảnh ra mắt vào tháng 7 năm 2022. Mùa thứ 3 chuyển từ loạt manga bắt đầu phát sóng từ tháng 4 đến tháng 6 năm 2024. Trong khi đó, phiên bản mùa thứ 4 của tác phẩm đang trong quá trình sản xuất.
Tính đến cuối năm 2022, Yurucamp đã bán hơn 7 triệu bản tại Nhật Bản. Các nhà phê bình đưa ra nhiều lời đánh giá tích cực cho tác phẩm, đồng thời ca ngợi cốt truyện, lối miêu tả và chủ đề. Crunchyroll, Polygon đánh giá cao bản chuyển thể anime và đều xếp Yurucamp vào danh sách top những bộ anime hay nhất thập niên 2010 trong danh sách của họ. Các phương tiện truyền thông đã có những ảnh hưởng đến lượng khách du lịch của tỉnh Yamanashi.

## Cốt truyện

### Câu truyện chính "Yurucamp△"
Nadeshiko là một học sinh trung học chuyển từ Shizuoka đến Yamanashi và quyết định đi ngắm núi Phú Sĩ nổi tiếng xuất hiện trên tờ tiền nghìn yên. Mặc dù cố gắng đạp xe đến Motosu nhưng cô đã buộc phải quay lại do thời tiết xấu. Không thể tận mắt nhìn thấy núi Phú Sĩ, cuối cùng cô đã ngủ lịm ở ghế gỗ bên đường. Khi cô thức dậy thì trời đã tối và cô đang ở một nơi xa lạ mà cô không biết cũng như không biết làm thế nào để trở về nhà. May mắn thay, Rin – một cô gái đang cắm trại một mình đã cứu Nadeshiko. Từ khi gặp Rin, Nadeshiko đã trở nên yêu thích cắm trại và bắt đầu tham gia vào câu lạc bộ ngoài trời cũng như thường xuyên có những buổi cắm trại cùng câu lac bộ. Mặt khác, Rin là một người không thích đi cắm trại sôi động nên đã từ chối lời mời tham gia vào câu lạc bộ của Nadeshiko. Nhưng thông qua SNS trên điện thoại của mình, Rin bắt đầu trò chuyện nhiều hơn với Nadeshiko và các thành viên câu lạc bộ ngoài trời. Họ gửi nhau những bức hình và các điều thú vị mà họ gặp trên đường đi cắm trại. Dần dần, họ trao đổi thông tin về địa điểm, thiết bị cắm trại, bí quyết nấu ăn ngoài trời và thi thoảng có một số hoạt động cùng nhau.
Cho đến trước khi Nadeshiko tham gia, câu lạc bộ ngoài trời chỉ gồm có hai thành viên là Ogaki Chiaki và Inuyama Aoi. Nhưng dần dần mở rộng thêm bạn của Rin – Saito Ena và giáo viên cố vấn mới – cô Toba Minami. Dịp cuối năm, Rin và Saito đã tham gia một bữa tiệc giáng sinh tại khu cắm trại. Rin nhận ra cắm trại theo nhóm không phải quá tệ và cô coi là một "thể loại khác" của cắm trại mùa đông. Mặt khác, Rin truyền cảm hứng cho Nadeshiko – một cô gái thích cắm trại với bạn bè, để sau này cô thử đi cắm trại một mình.

### Câu chuyện phụ "Heyacamp△"
Chiaki và Aoi lập ra một câu lạc bộ ngoài trời. Tuy nhiên, do thiếu ngân sách để mua dụng cụ cắm trại nên cả hai đã không thể hoàn thành nhiều kế hoạch kể từ khi câu lạc bộ thành lập từ tháng 4 cho đến tháng 11 lúc Nadeshiko gia nhập câu lạc bộ. Bộ phim là câu chuyện đời thường của câu lạc bộ ngoài trời, nơi mọi người tập trung lại sau giờ học để trò chuyện với nhau về các câu chuyện liên quan đến cắm trại và những hình dung về buổi cắm trại cùng nhau sau 6 tháng, 10, 60 hay 1000 năm sau đó.

## Sáng tác
Trong bối cảnh spin-off Mahō Shōjo Madoka Magika của Afro nhận về phản hồi tích cực, biên tập viên Kuroda đã đề nghị vị tác giả sáng tác một tựa manga mới. Hai tác phẩm đăng dài kỳ trước đó của Afro đều thuộc thể loại khoa học viễn tưởng nên tác giả đã họp với phía biên tập viên để đưa ra quyết định bộ manga sẽ kể về cuộc sống đời thường. Afro chia sẻ rằng chính sở thích cắm trại của mình đã hình thành ý tưởng cho tác phẩm và tác giả đã lồng ghép chính những trải nghiệm này vào bộ truyện. Afro chọn bối cảnh vào mùa đông vì tác giả muốn viết một câu chuyện êm đềm.
Thiết bị cắm trại mà các nhân vật chính sử dụng đều dựa trên thiết bị tác giả đã sử dụng. Afro tìm ra khu cắm trại hình mẫu nhờ tham khảo blog của các trại viên. Trong quá trình vẽ, tác giả đã đi kiểm tra sơ bộ các khu cắm trại và các địa điểm du lịch thực tế, sau đó thực hiện các cuộc phỏng vấn từ hai đến ba lần cho mỗi địa điểm. Afro đã phác họa một cách chi tiết quang cảnh khu cắm trại, cùng với đó là biểu cảm của các nhân vật trong bộ truyện khi chứng kiến những khung cảnh choáng ngợp. Theo vị tác giả, biểu tượng "△" ở cuối logo tiêu đề manga tựa như một chiếc lều cắm trại và khi đọc to, biểu tượng đó sẽ không được phát âm.
Mở đầu của tác phẩm tập trung vào các công thức nấu ăn dễ thực hiện. Tuy nhiên ở các chương sau, vị mangaka cố gắng sử dụng ''nguyên liệu địa phương'' càng nhiều càng tốt. Bên cạnh đó, Afro đã thực hiện một số nghiên cứu về các công thức nấu ăn. Tác giả cũng cẩn thận để đảm bảo là công thức bản gốc chứ không phải bản sao hoàn chỉnh.
Trong quá trình phác họa bảng phân cảnh, Nadeshiko là nhân vật giữ vai trò trọng tâm của bộ truyện thay vì Rin. Trong khi đó, Kuroda đã đề nghị Afro tăng số lượng trang đôi ở chương 1. Ngoài ra, các biên tập viên là những độc giả đầu tiên của bảng nên ông luôn cố gắng truyền tải cảm giác mà họ có khi đọc đến Afro. Vì vậy, bản thân cốt truyện tuy không thay đổi với ý tưởng gốc nhưng cách trình bày lại hoàn toàn khác.

## Các chuyển thể

### Manga
Manga lần đầu tiên được xuất bản trên tạp chí Manga Time Kirara Forward trong khoảng thời gian từ tháng 7 năm 2015 cho đến tháng 2 năm 2019 trước khi chuyển sang xuất bản trên website và ứng dụng đọc manga Comic Fuz. Houbunsha đã biên soạn các chương truyện thành thành những cuốn tankōbon riêng lẻ. Tập đầu tiên ra mắt vào ngày 12 tháng 11 năm 2015. Tính đến ngày 12 tháng 3 năm 2025, tác phẩm đã xuất bản tổng cộng 17 tập.
Nhà xuất bản Đông Lập chịu trách nhiệm phát hành tác phẩm tại Đài Loan và Hồng Kông từ tháng 2 năm 2018. Công ty xuất bản Yen Press đảm nhận vai trò cấp phép bộ truyện tại Bắc Mỹ với tập đầu tiên của ấn bản tiếng Anh ra mắt vào tháng 3 năm 2018. nobi nobi! phụ trách xuất bản ấn phẩm tiếng Pháp từ tháng 5 năm 2018. Manga Cult chính thức phát hành bộ truyện tại Đức vào tháng 7 năm 2020. Trong khi đó, Daewon C.I. là bên cấp phép tác phẩm tại Hàn Quốc. Nhà xuất bản Dango đã công bố phiên bản tiếng Ba Lan vào ngày 29 tháng 8 năm 2018, đồng thời phát hành tập đầu tiên vào tháng 2 năm 2019. Tại thị trường Việt Nam, Nhà xuất bản Kim Đồng cho ra mắt bộ truyện dưới nhan đề Dã ngoại thảnh thơi và phát hành tác phẩm từ tháng 11 năm 2021. Còn tại khu vực Trung Quốc đại lục, phía Tianwen Kadokawa đã hợp tác với Nhà xuất bản Dolphin để ấn hành bộ manga vào tháng 2 năm 2023.

##### Thông tin thư mục
| #                                                                                            | Phát hành tiếng Nhật | Phát hành tiếng Nhật | Phát hành tiếng Việt | Phát hành tiếng Việt |
| #                                                                                            | Ngày phát hành       | ISBN                 | Ngày phát hành       | ISBN                 |
| -------------------------------------------------------------------------------------------- | -------------------- | -------------------- | -------------------- | -------------------- |
| 1                                                                                            | 12 tháng 11, 2015    | 978-4-8322-4635-5    | 22 tháng 11, 2021    | 978-604-2-23284-5    |
| 2                                                                                            | 12 tháng 7, 2016     | 978-4-8322-4719-2    | 6 tháng 12, 2021     | 978-604-2-23285-2    |
| 3                                                                                            | 10 tháng 2, 2017     | 978-4-8322-4804-5    | 20 tháng 12, 2021    | 978-604-2-23286-9    |
| 4                                                                                            | 12 tháng 7, 2017     | 978-4-8322-4851-9    | 10 tháng 1, 2022     | 978-604-2-23287-6    |
| 5                                                                                            | 12 tháng 12, 2017    | 978-4-8322-4900-4    | 8 tháng 2, 2022      | 978-604-2-23288-3    |
| 6                                                                                            | 12 tháng 3, 2018     | 978-4-8322-4927-1    | 21 tháng 2, 2022     | 978-604-2-23578-5    |
| 7                                                                                            | 11 tháng 10, 2018    | 978-4-8322-4983-7    | 7 tháng 3, 2022      | 978-604-2-23579-2    |
| 8                                                                                            | 26 tháng 4, 2019     | 978-4-8322-7092-3    | 21 tháng 3, 2022     | 978-604-2-23580-8    |
| 9                                                                                            | 10 tháng 1, 2020     | 978-4-8322-7149-4    | 17 tháng 2, 2023     | 978-604-2-23581-5    |
| 10                                                                                           | 12 tháng 3, 2020     | 978-4-8322-7174-6    | 31 tháng 3, 2023     | 978-604-2-23582-2    |
| 11                                                                                           | 7 tháng 1, 2021      | 978-4-8322-7240-8    | 28 tháng 4, 2023     | 978-1-9753-3583-0    |
| 12                                                                                           | 12 tháng 4, 2021     | 978-4-8322-7269-9    | 28 tháng 5, 2023     | 978-604-2-23584-6    |
| 13                                                                                           | 10 tháng 3, 2022     | 978-4-8322-7352-8    | —                    | —                    |
| 14                                                                                           | 10 tháng 11, 2022    | 978-4-8322-7415-0    | —                    | —                    |
| 15                                                                                           | 10 tháng 11, 2023    | 978-4-8322-9501-8    | —                    | —                    |
| 16                                                                                           | 12 tháng 3, 2024     | 978-4-8322-9529-2    | —                    | —                    |
| 17                                                                                           | 12 tháng 3, 2025     | 978-4-8322-9621-3    | —                    | —                    |
| Mã ISBN tiếng Việt được lấy từ Cục Xuất bản, In và Phát hành - Bộ thông tin và truyền thông. |                      |                      |                      |                      |

##### Thông tin thư mục các tựa sách liên quan
- TVアニメゆるキャン△ 公式ガイドブック 野外活動記録[b]: ISBN 978-4-8322-4971-4, 9 tháng 8 năm 2018.[30]
- るるぶ ゆるキャン△[c]: ISBN 978-4-533-13806-5, 4 tháng 2 năm 2020.[31]
- ゆるキャン△アンソロジーコミック[d]: ISBN 978-4-8322-7164-7, 12 tháng 2 năm 2020.[30]
- ゆるキャン△ 聖地巡礼ドライブ&ツーリングガイド[e]: ISBN 978-4-86144-519-4, 30 tháng 3 năm 2020.[32]
- ゆるキャン△キャンプ道具[f]: ISBN 978-4-86144-519-4, 24 tháng 9 năm 2020.[33]
- ゆるキャン△大解剖[g]: ISBN 978-4-7796-4318-7, 1 tháng 7 năm 2021.[34]
- ゆるキャン△ キャンプしよう！ ステンレスなべBOOK リンver[h] (ISBN 978-4-299-01563-1, 31 tháng 5 năm 2021)[35], リンver[i] (ISBN 978-4-299-01655-3, 31 tháng 5 năm 2021)[36]
- TVアニメゆるキャン△2 公式ガイドブック 野外活動記録[j]: ISBN 978-4-8322-7295-8, 27 tháng 7 năm 2021.[30]
- アウトドア音楽のすすめ with ゆるキャン△[k]: ISBN 978-4-636-97804-9, 28 tháng 7 năm 2021.[37]
- るるぶ ゆるキャン△ SEASON2[l]: ISBN 978-4-533-14594-0, 27 tháng 9 năm 2021.[38]
- るるぶ ゆるキャン△ キャンプ[m]: ISBN 978-4-533-14878-1, 9 tháng 3 năm 2022.[39]

### Anime truyền hình
Phiên bản anime chuyển thể dài 12 tập do Kyōgoku Yoshiaki làm đạo diễn và xưởng phim C-Station sản xuất phát sóng từ ngày 4 tháng 1 năm 2018 cho tới ngày 22 tháng 3 năm 2018. Tanaka Jin phụ trách giám sát kịch bản bộ anime và Sasaki Mutsumi thiết kế nhân vật. Đoạn video giới thiệu đầu tiên phát hành vào tháng 11 năm 2017 và đoạn video giới thiệu thứ hai phát hành vào tháng 12 cùng năm. Một sự kiện giao lưu với dàn diễn viên lồng tiếng và các thành viên trong đoàn làm phim tổ chức tại Toho Cinemas ở Shinjuku vào ngày 10 tháng 12 năm 2017. Ca khúc mở đầu là "Shiny Days" của Asaka phát hành dưới dạng đĩa đơn vào ngày 24 tháng 1 năm 2018 và ca khúc kết thúc là "Fuyubiyori" của Sasaki Eri. Bộ anime phát hành ba tập Blu-ray / DVD từ ngày 28 tháng 3 năm 2018 cho đến ngày 25 tháng 7 năm 2018 và có thêm một tập OVA. Mùa đầu tiên của anime phát sóng trên các kênh truyền hình AT-X, Tokyo MX, Sun TV, KBS Kyoto, và BS11 từ ngày 4 tháng 1 năm 2018, và phát lại trên kênh BS11 từ ngày 7 tháng 10 năm 2021. Crunchyroll cấp phép phát sóng (ngoài khu vực Châu Á) và đồng tài trợ bộ anime. Ani-One, kênh YouTube thuộc công ty cấp phép Medialink phân phối bộ anime cho khu vực Đông Nam Á bắt đầu từ ngày 24 tháng 12 năm 2020.
Mùa thứ hai cùng với một anime ngắn và một phim điện ảnh đã thông báo sản xuất vào tháng 10 năm 2018. Anime ngắn với tựa Cắm trại trong phòng, phát sóng từ ngày 6 tháng 1 năm 2020 đến ngày 23 tháng 3 năm 2020. Anime ngắn này được đạo diễn bởi Jinbo Masato, với Ito Mutsumi đảm nhận phần cốt truyện, Sasaki Mutsumi phụ trách thiết kế nhân vật. Một video giới thiệu dài 30 giây cho anime ngắn này phát hành vào tháng 8 năm 2019. Tháng 12 năm 2019, đơn vị phân phối đã tổ chức một hoạt động nhằm thu thập ý kiến của người hâm mộ. Phía FuRyu đã trao tặng một áp phích quảng bá cho năm người chiến thắng các câu hỏi được đặt ra.
Kyōgoku Yoshiaki chỉ đạo mùa thứ hai của loạt anime. Đoạn video giới thiệu cho mùa 2 công bố vào ngày 21 tháng 9 năm 2020 và đoạn video giới thiệu thứ 2 ra mắt vào tháng 11 cùng năm. Ca khúc chủ đề là "The Sunshower" của Asaka. Một tập đặc biệt đi kèm với Blu-ray / DVD của loạt phim đã phát hành vào ngày 27 tháng 5 năm 2020. Mùa thứ hai phát sóng từ ngày 7 tháng 1 năm 2021 đến ngày 1 tháng 4 năm 2021. Ca khúc mở đầu và kết thúc cho mùa thứ hai  là "Seize The Day" và "Next to Spring"  lần lượt do Asaka và Sasaki Eri thể hiện. Một tập OVA đã phát hành vào ngày 28 tháng 7 năm 2021. Mùa thứ hai của loạt anime phát sóng tại Nhật Bản trên các kênh  AT-X, Tokyo MX, BS11, Sun TV, và KBS Kyoto từ ngày 7 tháng 1 năm 2021, từ ngày 9 tháng 1 trên kênh YBS, 10 tháng 1 trên Mie TV, 11 tháng 1 trên Hokkaido TV và từ 12 tháng 1 trên kênh SBS (Shizuoka Broadcasting System). Kênh YouTube Ani-One phát trực tuyến bộ anime cho khu vực Đông Nam Á. Tại Ấn Độ, bộ phim phát hành trên Netflix từ ngày 30 tháng 6 năm 2021.
Ngày 22 tháng 10 năm 2022, Twitter củq tác phẩm đã công bố sản xuất mùa thứ ba. Tháng 7 năm 2023, FuRyu thông báo quá trình sản xuất mùa 3 do hãng 8bit thực hiện, ra mắt vào năm 2024. Nhóm nhạc Kimi no ne chịu trách nhiệm trình bày nhạc hiệu mở đầu "Laid-Back Journey" và Asaka đảm nhận nhạc hiệu kết thúc "So Precious". Ngày 23 tháng 10, đội ngũ sản xuất ấn định ngày phát hành tháng 4 năm 2024. Trong buổi chiếu sớm vào ngày 24 tháng 2 tại rạp Shinjuku Piccadilly, đơn vị phân phối tiết lộ phim chính thức phát hành từ ngày 4 tháng 4. Ngày 14 tháng 3, FuRyu công bố trailer chính thức, kèm theo áp phích quảng bá của bộ phim. Thương hiệu Ani-One Vietnam phát hành tác phẩm trên nền tảng YouTube tại thị trường Việt Nam. Medialink chịu trách nhiệm phân phối phim cho khu vực Đông Nam Á, Nam Á, Trung Á, Hồng Kông và Đài Loan. Crunchyroll cấp phép tác phẩm tại châu Mỹ với phiên bản lồng tiếng Anh, tiếng Tây Ban Nha và tiếng Bồ Đào Nha và Brasil. Ngày 9 tháng 11 năm 2024, loạt anime đã công bố mùa thứ tứ với phần ảnh giới thiệu của hai nhân vật Mizunami Ema và Nakatsugawa Mei.

#### Bối cảnh câu chuyện

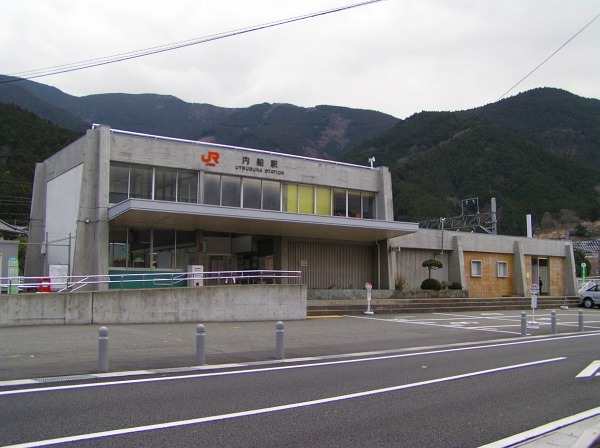
Ga Utsubuna được Nadeshiko sử dụng để đến trường hàng ngày.

Mặc dù bối cảnh chính của câu chuyện diễn ra ở xung quanh tỉnh Yamanashi, Nhật Bản nhưng tên một số các cửa hàng dụng cụ cắm trại, cửa hàng ăn uống, địa chỉ tên miền,... đã thay đổi thành những tên không có thật. Lấy ví dụ như trường trung học Minobu, nơi mà các nhân vật trong câu chuyện theo học không tồn tại ngoài đời thực. Nhưng trong phiên bản anime truyền hình chuyển thể nó đã được miêu tả nằm đâu đó tại trường tiểu học Minobu cũ (đã đóng cửa vào tháng 3 năm 2017) và trường trung học Minobu (đóng cửa vào tháng 3 năm 2016). Hay như cửa hàng bán dụng cụ cắm trại ngoài trời được miêu tả nằm ở thị trấn Minobu trong manga nguyên tác nhưng sự thật là tại thị trấn Minobu không tồn tại bất cứ cửa hàng nào bán dụng cụ cắm trại nào. Nên trong phiên bản chuyển thể live-action, nó đã thay đổi thành cửa hàng bán đồ cắm trại "Elk" tại thành phố Kofu. Ngoài những địa điểm đã nêu ở trên và một số địa điểm khác (nhà của những nhân vật chính trong câu chuyện,...) thì những nơi như Frespo Minobu, ga tàu Utsubuna hay các địa điểm cắm trại, đường tàu điện xuất hiện trong tác phẩm gốc và các chuyển thể đều là những địa điểm có thật.

#### Âm nhạc
Yurucamp Camp Original Soundtrack là album nhạc phim mùa 1 của loạt anime Yurucamp, phát hành vào ngày 21 tháng 3 năm 2018 bởi 5pb. Tateyama Akiyuki biên soạn hầu hết các ca khúc trong mùa đầu tiên và thu âm tại Daikanyama Mages. Studio. Album đạt vị trí thứ 9 trong bảng xếp hạng album Oricon công bố vào ngày 2 tháng 4 năm 2018.
Laid-Back Camp Season 2 Original Soundtrack là album nhạc phim mùa 2 của loạt anime Yurucamp, phát hành vào ngày 31 tháng 3 năm 2021 bởi Mages. Hầu hết các ca khúc trong mùa đầu tiên do Tateyama Akiyuki biên soạn và có một số nhạc sĩ khác tham gia như Shioya Nobuhiro, Takeda Kohei, Kuwabara Kenichi, Matsushita Panao,... Album đạt vị trí thứ 21 trong bảng xếp hạng album Oricon công bố vào ngày 12 tháng 4 năm 2021.

### Anime điện ảnh
Một phim điện ảnh của bộ anime đã công bố tại một sự kiện diễn ra tại tỉnh Saitama vào tháng 10 năm 2018. Vào tháng 4 năm 2021, hai xưởng phim C-Station và DeNA xác nhận rằng sẽ đảm nhiệm sản xuất hoạt hình cho phim và Shochiku đảm nhận vai trò nhà phân phối. Kyogoku Yoshiaki giữ vai trò đạo diễn bộ phim, Tanaka Jin và Ito Mutsumi phụ trách phần kịch bản. Đơn vị phân phối xác nhận phim ra mắt vào ngày 1 tháng 7 năm 2022. Một đoạn video giới thiệu của phim đã phát hành vào tháng 10 năm 2021. Các bản nhạc hiệu "Sun Is Coming Up", "Mimosa" (ミモザ?) lần lượt do Asaka và Sasaki Eri trình bày. Loạt "visual chân thực" của từng nhân vật phát hành lần đầu vào năm 2022.

### Live-action

Biểu trưng bản live-action mùa 1 của Yurucamp.

Mùa thứ nhất của live-action Yurucamp công bố vào tháng 11 năm 2019 và lên sóng trên TV Tokyo từ ngày 10 tháng 1 năm 2020 đến ngày 27 tháng 3 năm 2020. Ca khúc chủ đề là "Mabataki mo Sezu ni" (瞬きもせずに) do H△G sáng tác và trình bày và ca khúc kết thúc là "Replay" của ban nhạc Longman. Mùa thứ 2 của phiên bản live-action công bố vào tháng 11 năm 2020 và phát sóng từ 2 tháng 4 năm 2021. Ca khúc mở đầu của mùa thứ hai là "Hello Youth" của ban nhạc Longman và ca khúc kết thúc  là "Wasuremono wo Shinai you ni" (わすれものをしないように) do Sarasa Kadowaki trình bày.
Trong quá trình thực hiện mùa đầu tiên của bộ phim, nhà sản xuất Fujino Shinya của TV Tokyo tiết lộ rằng ông muốn "tái tạo lại nguyên tác truyện tranh một cách trung thực nhất có thể và chính nó cũng là thách thức làm thế nào để thể hiện nguyên tác lên phiên bản live-action một cách xuất sắc nhất". Vì lý do này, đoàn làm phim đã tiến hành thỏa thuận hợp tác với cả bảy địa điểm xuất hiện trong manga và anime chuyển thể để lấy làm bối cảnh cho bộ phim. Vào ngày đầu tiên của lịch trình quay phim, tại khu cắm trại Koan đã diễn ra thời tiết xấu nên đoàn làm phim đã hoãn lại và điều chỉnh sang một ngày khác.
Tuy vậy nhưng bộ phim vẫn nhận nhiều phản ứng khác nhau từ khán giả do đây là phần phim live-action chuyển thể từ một tác phẩm rất ăn khách tại Nhật Bản. Trong một bài phỏng vấn, nhà sản xuất Fujino Shinya đã trả lời với báo chí rằng: "Tôi cảm thấy có chút gì đó chán nản do mọi người bàn luận về nó quá nhiều, nhưng chính vì những ý kiến này mà một lần nữa tôi có thể hứa với các bạn rằng tôi sẽ không biến tác phẩm quý giá của các bạn thành thảm họa".
Trong tập thứ 2 của phiên bản live-action mùa 2, Otsuka Akio, diễn viên lồng tiếng cho ông nội Rin và cũng là người dẫn truyện cho cả 2 mùa phim chuyển thể anime trước đó cũng xuất hiện với tư cách ông nội của Rin mặc dù chỉ mỗi giọng nói của ông. Bản thân Otsuka cũng xuất hiện trong dự án "Akicamp △" diễn ra vào tháng 4 năm 2020 và có nhiều kỳ vọng rằng ông cũng sẽ xuất hiện trong live-action.

### Trò chơi điện tử
Một trò chơi video thực tế ảo dựa trên loạt phim với tựa Yurucamp VIRTUAL CAMP (ゆるキャン△ VIRTUAL CAMP Yurukyan Bācharu Kyanpu) phát triển bởi hãng phần mềm Gemdrops. Trò chơi được mô tả là "một cuộc phiêu lưu cắm trại ảo" và có sẵn 2 phần cốt truyện bao gồm một cốt truyện lấy bối cảnh ở hồ Montosu và một cốt truyện còn lại lấy bối cảnh ở khu cắm trại Fumoto nằm trên cao nguyên Asagiri. Tựa game có sẵn trên các dòng máy chạy hệ điều hành Microsoft Windows, các dòng máy chơi game như Nintendo Switch, PlayStation 4 hay các hệ điều hành di động Android và IOS. Phiên bản Lake Motosu và Fumoto Campgrounds phát hành lần lượt vào ngày 4 tháng 3 năm 2021 và 7 tháng 4 năm 2021.
Một visual novel dựa trên nguyên tác gốc có tựa Yurucamp Have a nice day! (ゆるキャン△ Have a nice day! Yurukyan Habu a naisu dei!) phát triển và phát hành bởi MAGES đã được phát hành cho dòng máy PlayStation 4 và Nintendo Switch vào ngày 11 tháng 11 năm 2021 tại thị trường Nhật Bản.
Tháng 2 năm 2022, Enish công bố trò chơi di động đầu tiên dựa trên loạt anime, dự kiến phát hành trong cùng năm. Tháng 7 năm 2022, phía đơn vị sản xuất mở chương trình đăng ký trước, đồng thời công bố tên tựa game Yurucamp: All-in-One!! (ゆるキャン△ つなげるみんなのオールインワン！！ Yurukyan: Tsunageru Minna no Ōruinwan!!). Tháng 11 năm 2022, Enish đã trì hoãn ngày phát hành đến năm 2023, để "cải thiện chất lượng và nội dung trò chơi tốt hơn". Tháng 4 năm 2023, Enish ấn định trò chơi ra mắt trên toàn thế giới vào ngày 24 tháng 5. Tháng 5 năm 2023, tựa game lần nữa trì hoãn đến ngày 15 tháng 6, nhà sản xuất Atsushi Sanada tuyên bố lần trì hoãn thứ ba sẽ cải thiện độ ổn định của máy chủ do số lượng đăng ký trước lớn. Tựa game có sẵn trên iOS, Android và PC, cung cấp bốn ngôn ngữ gồm tiếng Anh, tiếng Nhật, tiếng Hàn và tiếng Trung. Tháng 3 năm 2024, sự kiện AnimeJapan năm 2024 công bố tựa game giải đố trên di động Laid-Back Camp: Puzzle Camp (ゆるキャン△～ぱずるキャンプ～ Yurukyan: Pazuru Kyanpu) dựa trên loạt anime truyền hình, dự kiến ra mắt trong cùng năm.
Các nhân vật trong bộ truyện đã xuất hiện cùng các nhân vật của tạp chí Manga Time Kirara trong Kirara Fantasia (tựa game nhập vai hỗ trợ thiết bị di động) vào năm 2018. Ngoài ra, ấn phẩm còn hợp tác với trò chơi bóng chày Cinderella Nine của Akatsuki vào năm 2019 hay Merc Storia của Happy Elements vào năm 2021.

### Radio trên internet
Một chương trình phát thanh trực tuyến trên internet với tựa đề "Trạm thông tin Raji Camp △ - Yuru Camp △" với sự tham gia của Hanamori Yumiri, diễn viên lồng tiếng cho nhân vật Nadeshiko, phát trực tuyến mỗi tuần một lần trên Onsen kể từ ngày 12 tháng 7 năm 2020. Một chương trình khác có tên "Trạm thông tin Raji Camp △ - Yuru Camp △ - Nico Live Special" đã được phát sóng trực tiếp trên 27 Hour NicoNico Live vào ngày 15 tháng 7 năm 2020.

## Đón nhận

### Manga
Tính đến ngày phát hành tập 10, tác phẩm đã vượt quá 4 triệu bản lưu hành. Theo một báo cáo vào tháng 4 năm 2021, lượng ấn bản của bộ truyện đã vượt mốc 5 triệu bản. Tại thời điểm ra mắt chuyển thể live-action, doanh số tích lũy ấn phẩm chạm mốc 6 triệu bản. Ngày 23 tháng 10 năm 2022, bộ truyện đã bán hơn 7 triệu bản.
Nhà văn kiêm biên tập viên tự do Aoki Keisuke đã giải thích sức hấp dẫn của bộ truyện trong một bài phỏng vấn với tờ Real Sound: Yurucamp là bộ truyện tranh dành cho lứa tuổi mới lớn với các nữ sinh trung học là nhân vật chính, nhưng nó cũng là thứ để bạn có thể học thêm nhiều điều về cắm trại. Bằng cách miêu tả nhân vật chính của câu chuyện là một người mới bắt đầu, tác giả có thể đan xen miêu tả sự phát triển trong các kiến thức cắm trại của các nhân vật một cách tự nhiên". Nhà văn NiSHi của Famitsu coi cách tác phẩm khắc họa "những thay đổi trong mối quan hệ giữa con người với nhau", trên cơ sở "mọi người tôn trọng lẫn nhau và duy trì khoảng cách thích hợp", đồng thời "dần dần mở rộng thế giới của mình" cực kỳ thoải mái. Ông đánh giá lối diễn đạt của Afro nhờ vào "những trải nghiệm ngoài trời, các cuộc phỏng vấn và bí quyết của chính mình" thực sự rất ấn tượng.
J. Caleb Mozzocco từ Good Comics for Kids nhận xét ưu điểm của Yurucamp là "chủ đề dường như vô tận", đồng thời khéo léo tập trung trung vào "một chủ đề cụ thể", nhưng cũng "không quá tập trung vào chủ đề đó" để tránh cảm xúc buồn tẻ trong tác phẩm. Cây viết Twwk của Beneath the Tangl đánh giá "sự khéo léo mà chuyển từ những khoảnh khắc yên tĩnh, thanh bình gợi lên đến sự ngớ ngẩn gây cười từ những nhân vật" của Afro đã đưa tác phẩm trở thành "một trong những bộ manga chất lượng nhất hiện đang phát hành", tuy nhiên anh nhận xét "các nhân vật đôi khi khó phân biệt" và "độ đáng yêu của bộ truyện có phần bị lu mờ" ở "những khía cạnh nhỏ". Shaenon K. Garrity từ Otaku USA Magazine nhận định câu chuyện và các nhân vật là phương tiện để độc giả "tìm hiểu về những chủ đề thú vị trong bộ truyện", khung cảnh ngoài trời tuy "hấp dẫn nhưng không mang nhiều chi tiết", những sự chú ý trực quan đổ dồn vào "các khu cắm trại, thiết bị, thức ăn và trang phục cắm trại".

### Anime truyền hình
Nhà phê bình anime Ryota Fujitsu mô tả mối quan hệ giữa Rin và Nadeshiko là "rất hiện đại". Theo Ryota, "Rin là một người thích cắm trại một mình, trong khi Nadeshiko thích ra ngoài trời với các thành viên của câu lạc bộ. Nhưng họ trao đổi ảnh và nhắn tin trên điện thoại thông minh rất thường xuyên cùng với đó là những cảm giác ngạc nhiên, phấn khích và tiếng cười". Ngoài ra, ông đã chọn tác phẩm này vào danh sách Top 10 anime hay nhất năm 2018 do chính ông bình chọn.
Tháng 11 năm 2019, Polygon, chuyên trang về đánh giá, đăng tải về trò chơi điện tử và phim ảnh có trụ sở tại Hoa Kỳ đã đưa Yurucamp vào danh sách những anime hay nhất của thập niên năm 2010. Crunchyroll đã đưa bộ anime vào danh sách "Top 100 anime hay nhất của thập niên 2010". IGN, chuyên trang đánh giá về trò chơi điện tử, phim ảnh và âm nhạc uy tín của Hoa Kỳ đã liệt kê Yurucamp là một trong số các bộ anime hay nhất của thập niên 2010 kèm với lời nhận xét: "Yurucamp là lễ kỷ niệm tuyệt vời giữa thiên nhiên và tình bạn". Tại Tokyo Anime Award Festival 2019, mùa đầu tiên của loạt phim xếp vị trí thứ 4 trong hạng mục phim truyền hình của giải "Anime của năm: 100 Anime được yêu thích nhất".

### Live-action
Sau quá trình phát sóng mùa đầu tiên của live-action chuyển thể, nhờ việc tái hiện chân thực nguyên tác của tác phẩm gốc và phiên bản anime truyền hình, bộ phim đã nhận được sự đón nhận nồng nhiệt của khán giả, đặc biệt là diễn xuất của hai nhân vật Nadeshiko và Chiaki cùng với khung cảnh tuyệt đẹp của thiên nhiên vốn có là chỉ có live-action mới có thể lột tả hết được. Phong cảnh trong phim được nhận xét rằng đẹp đến mức đáng kinh ngạc. Trên các trang mạng xã hội và diễn đàn của Nhật Bản, nhiều người hâm mộ nói đùa rằng "nó được vẽ nên một cách đầy choáng ngợp". Trước những phản ứng tích cực của người hâm mộ, nhà sản xuất Fujino Shinya chia sẻ: "Thành thực mà nói, tôi cảm thấy nhẹ nhõm vì có hầu hết các khán giả đều hài lòng với mức độ chuyển thể sát với nguyên tác".

### Giải thưởng và đề cử
| Năm  | Giải thưởng                    | Hạng mục                                                                | Đề cử                | Kết quả | T.k     |
| ---- | ------------------------------ | ----------------------------------------------------------------------- | -------------------- | ------- | ------- |
| 2019 | Crunchyroll Anime Award        | Nhân vật nữ xuất sắc nhất                                               | Kagamihara Nadeshiko | Đề cử   | [ 154 ] |
| 2019 | Crunchyroll Anime Award        | Diễn viên lồng tiếng xuất sắc nhất (tiếng Nhật)                         | Tōyama Nao           | Đề cử   | [ 154 ] |
| 2019 | Eisner Award                   | Phiên bản xuất bản tại Mỹ của tác phẩm ngước ngoài—Châu Á xuất sắc nhất | Yurucamp (Manga)     | Đề cử   | [ 155 ] |
| 2021 | Liên hoan hoạt hình Thượng Hải | Phim hoạt hình xuất sắc nhất                                            | Yurucamp             | Đề cử   | [ 156 ] |

## Tác động
| Năm  | Số lượng         | Số tiền        | Chú thích                                        |
| ---- | ---------------- | -------------- | ------------------------------------------------ |
| 2015 | 40 trường hợp    | 4,585,000 Yên  |                                                  |
| 2016 | 30 trường hợp    | 3,405,000 Yên  |                                                  |
| 2017 | 361 trường hợp   | 27,195,000 Yên | Mùa 1 của loạt anime được lên kế hoạch phát sóng |
| 2018 | 465 trường hợp   | 18,605,000 Yên |                                                  |
| 2019 | 500 trường hợp   | 20,957,000 Yên | Live-action phát sóng                            |
| 2020 | 728 trường hợp   | 28,532,000 Yên | Anime ngắn Heya Camp phát sóng                   |
| 2021 | 1,303 trường hợp | 33,351,001 Yên | Mùa 2 của loạt anime phát sóng                   |
| 2022 | 940 trường hợp   | 39,798,000 Yên |                                                  |
Tháng 2 năm 2018, đài YBS Wide News đã có bài viết nói về Yurucamp rằng: "Do ảnh hưởng của bộ truyện, người hâm mộ đã truyền cảm hứng để thử cắm trại mùa đông bất chấp cái lạnh". Trong cùng tháng đó, các đại lý của Yamaha Vino cũng thông báo rằng các mẫu xe được thiết kế cùng màu sắc của chiếc xe của Rin đã bán hết. Tỉnh Yamanashi, bối cảnh chính của bộ phim cũng chứng kiến sự gia tăng đáng kể số lượng khách du lịch đến thăm các địa điểm nổi bật trong loạt phim, đặc biệt là hai khu cắm trại Kōan và Suimeiso.
Giáo sư Tanaka Atsushi tại đại học Yamanashi và một hội đồng nghiên cứu khác đã cùng khảo sát các tác động kinh tế của anime Yurucamp đối với khu vực quận Minobu. Khảo sát cho thấy trong khoảng thời gian từ tháng tháng 4 năm 2018 đến tháng 1 năm 2019, doanh thu tiêu thụ hàng hóa và quà lưu niệm đã mang lại lợi nhuận lên tới 85 triệu yên. Với du khách, mức chi tiêu nhiều hơn 40% so với mức ghi nhận trước đó. Sự gia tăng chi tiêu cùng với đà tăng trưởng kinh tế rõ rệt được cho là nhờ "hiệu ứng tâm lý" của loạt phim làm người hâm mộ muốn chi tiêu nhiều hơn ở các địa điểm du lịch.
Trong một khảo sát khác với người dân địa phương của đại học Yamanashi với câu hỏi: "Bạn có nghĩ Yurucamp đã dẫn tới việc cải thiện hình ảnh của khu vực không". Kết quả cho thấy có 98% số người trả lời đồng ý hoặc có phần đồng ý với quan điểm đã nêu. Với câu hỏi: "Bạn có nghĩ Yurucamp sẽ khiến bạn muốn dừng chân ở đây lâu thêm chút nữa không", có 83% người trả lời cho biết họ muốn gắn bó với nơi này lâu thêm. Trong năm tài chính 2017 (tính từ tháng 3 năm 2017 đến tháng 3 năm 2018), số lượng người nộp thuế lên cơ quan thuế quận Minobu, tỉnh Yamanashi đã tăng xấp xỉ 12 lần và số tiền thuế thu về cũng tăng hơn 8 lần so với năm trước đó (2016). Trong năm tài chính tiếp theo, 2018, số người nộp thuế tăng lên tuy nhiên số tiền thu về lại thấp hơn năm tài chính trước đó do các vấn đề liên quan đến kê khai thuế bị chậm trễ.
Nhà văn tự do Harunooto viết, "Khi anime truyền hình được phát sóng, tỉnh Yamanashi, nơi câu chuyện của anime diễn ra đã tạo một trang web để khuyến khích mọi người đến thăm những địa điểm đã xuất hiện trong anime. Các hàng hóa và vật dụng có liên quan và hàng hóa đã bán hết" và ông gọi đó là "sự hưởng ứng tuyệt vời".
Thành phố Iwata, nằm ở tỉnh Shizuoka đã ghi nhận lượt khách tăng đáng kể ở những khu vực như Cổng Torii tại Bãi biển Fukuda, khu vực cắm trại Ryuyokaiyo Koen và Đền Mitsuke Tenjin. Điều này được cho là ảnh hưởng từ mùa thứ hai của loạt anime Yurucamp.

## Hợp tác

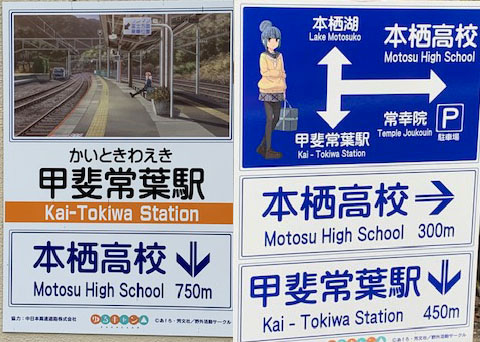
Một bảng chỉ dẫn tuyến đường từ ga Kai-Tokiwa đến trường trung học Motosu do Hội đồng xúc tiến phục hồi Gojogaoka và NEXCO Central Japan hợp tác.

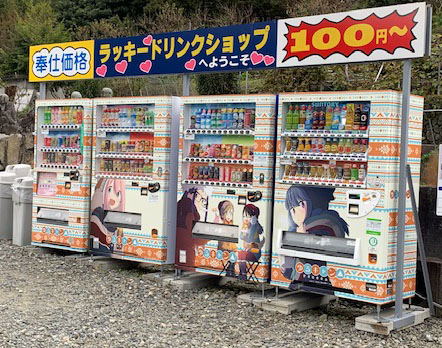
Máy bán nước "Lucky Drink Shop" được thành lập dưới sự hợp tác của "Happy Drink Shop" và Yurucamp (được lắp đặt tại bãi đậu xe Joko-in gần trường trung học Motosu).

- Bộ Y tế, Lao động và Phúc lợi (Nhật Bản)

Một áp phích hợp tác giữa Yurucamp và Bộ Y tế, lao động và phúc lợi Nhật Bản đã phát hành nhằm tuyên truyền các biện pháp phòng chống côn trùng.
- Cơ quan lâm nghiệp (Nhật Bản)

Một cuốn sách hướng dẫn có các nhân vật trong Yurucamp được thực hiện và phân phát tại các địa điểm tổ chức sự kiện và các quán ăn ngoài trời nhằm cung cấp các thông tin về các địa điểm cắm trại tại các khu vực rừng quốc gia. Việc làm này được coi là nỗ lực của chính phủ trong việc khuyến khích sử dụng các khu rừng quốc gia.
- Minobu-san Kuon-ji

Một video giới thiệu toàn bộ khu vực Minobu-san với sự hợp tác của Yurucamp cùng các diễn viên lồng tiếng trong loạt anime giới thiệu địa danh này.
- Princess Cafe

Một chuỗi cà phê hợp tác với dự án anime có tên "Yuru Camp△ Cafe" sẽ mở các của hàng tại Ikebukuro, Akihabara, Nagoya, Osaka, Fukuoka và Sapporo từ ngày 6 tháng 4 đến ngày 29 tháng 4 năm 2018.
- Giải đua xe Fuji 24 Hours Race

Sự kiện hợp tác giữa Yurucamp và giải xe Fuji 24 Hours Race mang tên "Yuru Camp △ × FUJI SPEEDWAY" tổ chức tại Fuji Speedway từ ngày 21 đến 23 tháng 5 năm 2021.
- Keio Group

Từ tháng 1 năm 2018, khi anime mùa 1 bắt đầu phát sóng, tất cả các toa tàu tuyến Keio và tuyến Inokashira đều dán một áp phích với tác với nội dung: "Xe buýt Keio rất tiện lợi nếu bạn muốn thăm quan các điểm của Yurucamp!"
- Rurubu Yuru Camp △

Một cuốn sách hướng dẫn có tên "Rurubu Yuru Camp △" hợp tác với phiên bản anime truyền hình chuyển thể do nhà xuất bản JTB phát hành vào ngày 4 tháng 2 năm 2020, giới thiệu các thị trấn, khu cắm trại,... dựa trên phiên bản anime truyền hình. Vào ngày 29 tháng 7 năm 2021, tập tiếp theo của cuốn sách phát hành với tên "Rurubu Yuru Camp △ SEASON 2" dựa trên phiên bản anime chuyển thể mùa 2.
- Yamaha Music Entertainment Holdings

Một cuốn sách hướng dẫn về âm nhạc do Yamaha Music Entertainment Holdings phát hành vào ngày 28 tháng 7 năm 2021, với sự tham gia phỏng vấn của các nhạc sĩ của bộ anime truyền hình. Cuốn sách hướng dẫn tập chung giới thiệu về các nhạc cụ và các phụ kiện để nghe nhạc ngoài trời.
- Manga / Anime Sora yori mo Tōi Basho

Một số mặt hàng hợp tác giữa Yurucamp và Sora yori mo Tōi Basho đã bày bán tại gian hàng của tập đoàn KADOKAWA tại hội chợ dōjinshi Comiket lần thứ 96 diễn ra vào tháng 8 năm 2019.

### Chương trình liên quan
Hanamori Yumiri, người lồng tiếng cho nhân vật Nadeshiko sẽ thực hiện thử thách cắm trại một mình phát sóng trên kênh AT-X trong chương trình Club AT-X Suzumaoso từ ngày 2 tháng 12 năm 2017. Một đoạn ngắn trong chương trình đã được cắt ra và đăng tải kênh kênh YouTube vào ngày 24 tháng 11 năm 2017.
Một dự án bao gồm 3 video mang tên "Akicamp △" đã phát hành vào ngày 1 tháng 4 năm 2020 trong đó người dẫn chuyện Otsuka Akio đã thực hiện một chuyến đi cắm trại một mình. Dự án ban đầu được lên kế hoạch phát hành trong tháng 4 nhưng sau đó đã kéo dài đến ngày 6 tháng 5 năm 2020.